# Zemské volby v Čechách 1889
Zemské volby v Čechách 1889 byly volby konané v Českém království 2. a 5. července 1889, kterými byli zvoleni poslanci Českého zemského sněmu coby zákonodárného sboru zemské samosprávy v rámci rakousko-uherského, respektive předlitavského ústavního systému. Probíhaly podle kuriového systému. Ve volbách výrazně uspěla mladočeská strana, která se po ostré kampani téměř vyrovnala dosud dominantní staročeské straně.

## Dobové souvislosti
V roce 1889 byla v Předlitavsku již po více než deset let u moci konzervativní vláda Eduarda Taaffeho, kterou na Říšské radě (celostátní parlament) podporovala staročeská strana společně s polskými poslanci a německorakouskými konzervativci (takzvaný železný kruh pravice). V druhé polovině 80. let ale v české společnosti sílila kritika provládní orientace české politiky. Na opoziční a liberální rétorice se profilovala mladočeská strana, která se postupně aktivizovala jako nezávislá politická síla a kritizovala chabé výsledky české účasti na vládě ve Vídni. Mladočeši například roku 1887 vedli kampaň proti takzvaným Gautschovým ordonancím, tedy reformě rozmístění středních škol, která neměla apriori protičeský motiv, ale fakticky mohla poškodit úroveň školství v některých českých regionech. V této době mladočesky orientované Národní listy otiskly výrok, jenž měl pronést staročeský předák František Ladislav Rieger o tom, že „když se nám nepodařilo vymoci svá práva jedním rázem, pasivním odporem, musíme je nyní sbírati po drobtech, a kdybychom ty drobty sbírati měli pod stolem.“ Následovala takzvaná drobečková aféra, v níž se již mladočeši a staročeši otevřeně pustili do konfliktu. Skupina mladočechů roku 1888 opustila i Český klub (střechová poslanecká frakce na Říšské radě) a začala praktikovat samostatnou politiku.
Zatímco ve volbách do Říšské rady roku 1885 ještě čeští poslanci staro- i mladočeské orientace kandidovali společně v předem dohodnutých volebních obvodech (přičemž zastoupení mladočechů v Českém klubu bylo spíše menšinové a tón české politiky ve Vídni určovali staročeši), zemské volby v Čechách roku 1889 byly prvním zcela konkurenčním měřením sil obou hlavních proudů české politiky.
V Českém království se kromě rivality mezi staročechy a mladočechy stupňovalo i napětí mezi oběma zemskými etniky. Čeští (sudetští) Němci, respektive jejich hlavní politická síla Pokroková strana, reagovali na sílící český vliv (Stremayrova jazyková nařízení, rozdělení pražské univerzity), podpořený českou účastí na vládě, prostřednictvím požadavků na administrativní rozdělení Čech podle etnických hranic. Od roku 1886 po neúspěchu těchto návrhů zahájili pasivní rezistenci na Českém zemském sněmu a fakticky se neúčastnili jeho práce.
Staročeši do voleb šli s hesly o pokračování v dosavadní politické práci a výzvami k umírněnosti. Mladočeši se hlásili k obnovenému důrazu na české státní právo.

## Výsledky voleb
Volební systém do Českého zemského sněmu odpovídal parametrům, které zde nastavila již únorová ústava roku 1861. Zvoleno bylo 236 poslanců a to ve čtyřech skupinách: kurie venkovských obcí, skupina měst, skupina obchodních a živnostenských komor a kurie velkostatkářská, ve všech s omezeným volebním právem (volební cenzus). Na sněmu pak tyto čtyři volební skupiny tvořily tři kurie (poslanci zvolení za skupinu měst a skupinu obchodních a živnostenských komor zasedali v společné kurii měst). Kromě nich na sněmu zasedalo šest nevolených virilistů, kteří mandát nabývali z titulu své funkce.
Volby přinesly velký úspěch mladočechům, zejména v kurii venkovských obcí. Namísto dominance jedné (staročeské) strany nabylo nyní české politické spektrum ráz dvoustranického systému, ve kterém byl podíl staročeských a mladočeských mandátů 58:39, podle jiného zdroje 55:42 Někteří předáci staročeské strany (Antonín Otakar Zeithammer, Albín Bráf) neobhájili ve volbách svůj mandát a získali jej až dodatečně v kurii obchodních a živnostenských komor či kurii velkostatkářské. I sám předseda strany František Ladislav Rieger byl zvolen jen většinou devíti hlasů. Ve velkostatkářské kurii se prosadila konzervativní šlechta.
Podle sociálního a profesního dělení byli etnicky čeští poslanci zemského sněmu zvolení v kuriích měst, venkovských obcí a živnostenských a obchodních komor rozděleni následovně: 43 buržoazních a maloburžoazních vzdělanců (z toho 24 právníků, 5 lékařů a lékárníků, 3 vysokoškolští učitelé, 3 středoškolští učitelé, 2 učitelé nižších škol, 3 vědci a novináři a 3 samosprávní úředníci), 19 buržoazních podnikatelů (z toho 5 továrníků, 9 obchodníků a peněžníků, 4 inženýři a 1 manažer), 7 příslušníků maloburžoazie (z toho 2 řemeslníci a živnostníci a 5 blíže neurčených měšťanů), 26 příslušníků agrární buržoazie (z toho 22 rolníků či statkářů a 4 mlynáři) a 2 šlechtičtí velkostatkáři.
|                        |                                    |          |          |          |  |  |  |
| Strana                 | Strana                             | Poslanci | Poslanci | Poslanci |  |  |  |
| Strana                 | Strana                             | Abs.     | %        | ±        |  |  |  |
| České strany           |                                    |          |          |          |  |  |  |
|                        | Národní strana                     | 58       | 24.0     | 13▼      |  |  |  |
|                        | Národní strana svobodomyslná       | 39       | 16.1     | 27▲      |  |  |  |
| Češi celkem            | Češi celkem                        | 97       | 40.1     | 4▲       |  |  |  |
| Německé strany         |                                    |          |          |          |  |  |  |
|                        | Němečtí nacionálové                | 35       | 14.5     | 1▼       |  |  |  |
|                        | Ústavní strana                     | 34       | 14.0     | 3▼       |  |  |  |
| Němci celkem           | Němci celkem                       | 69       | 28.5     | 4▼       |  |  |  |
| Velkostatkářské strany |                                    |          |          |          |  |  |  |
|                        | Strana konzervativního velkostatku | 70       | 28.9     | 0▬       |  |  |  |
|                        | Strana ústavověrného velkostatku   | 0        | –        | 0▬       |  |  |  |
| Velkostatkáři celkem   | Velkostatkáři celkem               | 70       | 28.9     | 0▬       |  |  |  |
| virilní poslanci       | virilní poslanci                   | 6        | 2.5      | 0▬       |  |  |  |
| Celkem                 | Celkem                             | 242      | 100      | –        |  |  |  |

#### Výsledky v král. hlavním městě Praze
| Strana                 | Strana                       | Hlasy  | Hlasy | Mandáty | Mandáty |
| Strana                 | Strana                       | Počet  | %     | Počet   | ±       |
| ---------------------- | ---------------------------- | ------ | ----- | ------- | ------- |
| České strany           |                              |        |       |         |         |
|                        | Národní strana               | 6 343  | 42,5  | 8       | -2      |
|                        | Národní strana svobodomyslná | 5 212  | 34,9  | 1       | +1      |
|                        | samostatní kandidáti         | 555    | 3,7   | 1       | +1      |
| Češi celkem            | Češi celkem                  | 12 110 | 81,1  | 10      | 0       |
| Německé strany         |                              |        |       |         |         |
|                        | Němečtí liberálové           | 2 715  | 18,2  | 0       | 0       |
| Němci celkem           | Němci celkem                 | 2 715  | 18,2  | 0       | 0       |
|                        | roztříštěné hlasy            | 105    | 0,7   | 0       | 0       |
| Celkem                 | Celkem                       | 14 930 | 100   | 10      | –       |
| Zúčastnilo se voličů   | Zúčastnilo se voličů         | 7 492  | 100   | –       | –       |
| Voliči v seznamu/účast | Voliči v seznamu/účast       | 10 553 | 71,0  | –       | –       |
| Zdroj:                 |                              |        |       |         |         |

## Dopady voleb
Po volbách mladočeši na zemském sněmu utvořili vlastní poslanecký klub a 12. října 1889 podali na sněmu při jeho zahajovacím zasedání vlastní návrh slavnostní adresy císaři, v které se přihlásili k „obnovení zákonných poměrů v zemi uvedením v plnou platnost státního práva koruny české.“ V následujících měsících pak na sněmu vedli staročeši a mladočeši (při neúčasti německých poslanců) spory o pojetí českého státního práva a obhajoby českých zájmů.
Volby měly i dopad na celostátní politiku. Otřásly totiž silou staročeské strany a tím zpochybnily i trvání celostátní konzervativní koalice Eduarda Taaffeho. Vláda na toto riziko reagovala roku 1890 spuštěním jednání o punktacích, které měly být pokusem o česko-německý smír v Čechách, ale byly mladočechy kritizovány jako přílišný ústupek německému etniku a jeho požadavkům na teritoriální a administrativní oddělení německých oblastí v rámci Čech. Mladočeská kampaň se nadále stupňovala a ve volbách do Říšské rady roku 1891 byli staročeši téměř vymazáni z politického života.